# Tridentinisches Diözesanmuseum

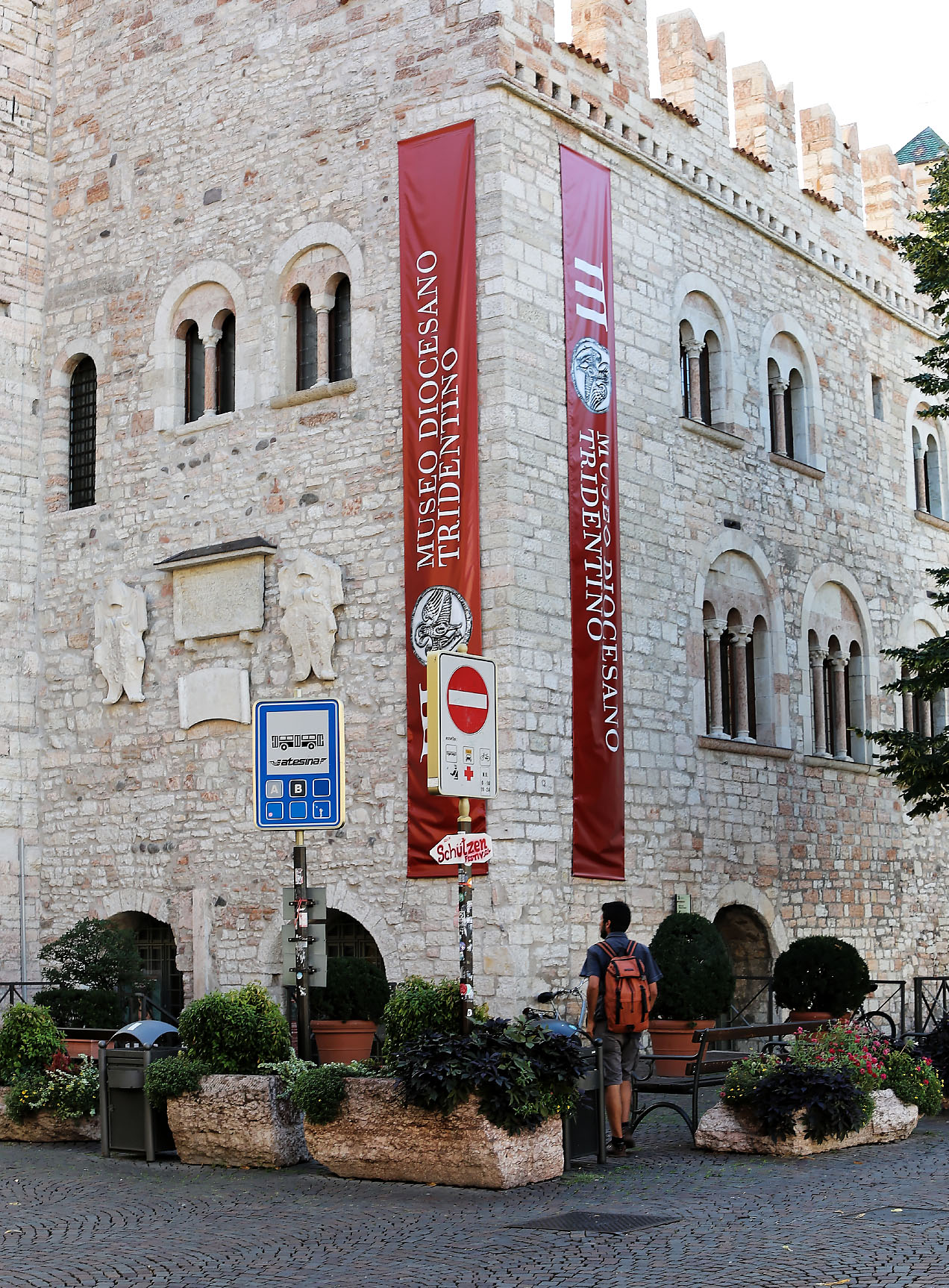
Der Eingang des Museums

Das Tridentinische Diözesanmuseum (italienisch museo diocesano tridentino) ist ein Diözesanmuseum in Trient (Italien). Es befindet sich in den Räumen des Palazzo Pretorio, der ersten Bischofsresidenz, die neben der Kathedrale San Vigilio im Herzen von Trient errichtet wurde. In seinen Räumen befindet sich ein reiches Erbe an Kunst und Kultur, das vom 11. bis zum 19. Jahrhundert reicht und aus den Kirchen des Trentino stammt. Der Museumsrundgang wird durch eine eindrucksvolle Passage bereichert, die es ermöglicht, die nahe Kathedrale von oben zu sehen und den archäologischen Raum der Porta Veronensis zu besichtigen.

## Geschichte

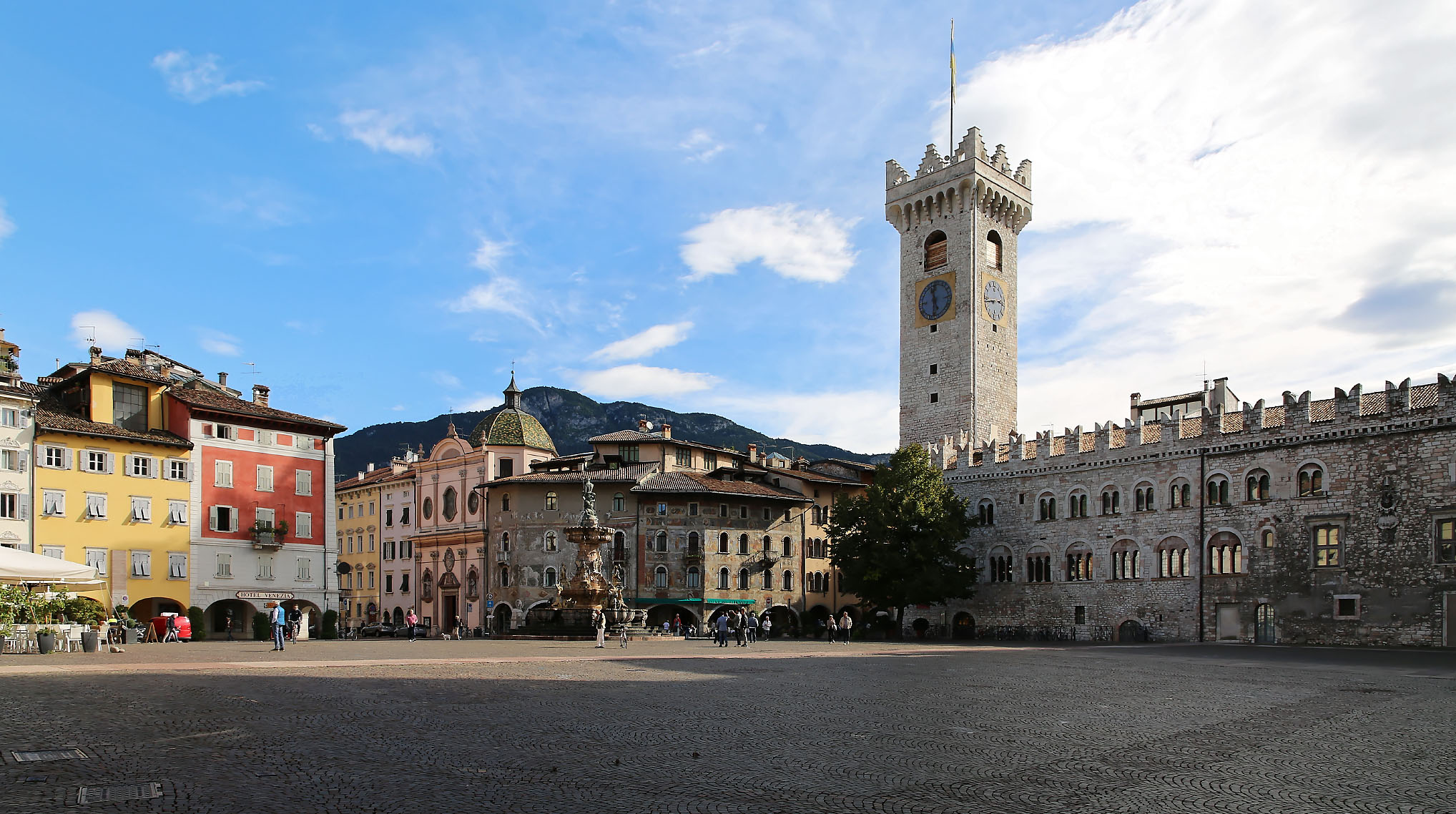
Domplatz mit Museum rechts im Bild

Das Museum wurde 1903 gegründet, um das künstlerische Erbe der Diözese zu bewahren und dieses der Schule für Kunst und christlicher Archäologie des theologischen Seminars für didaktische Zwecke zur Verfügung zu stellen. Die Sammlung war erst im Seminario Minore untergebracht. In dieses Gebäude wurde im Ersten Weltkrieg ein Militärkrankenhaus verlegt, weshalb die Sammlung entfernt und in der Sakristei der Kathedrale sowie anderen Nebenräumen aufgestellt werden musste. Erst 1963, zur Vierhundertjahrfeier des Konzils von Trient, bekam das Museum einen dauerhaften Standort neben der Kathedrale San Vigilio, nämlich im Palazzo Pretorio, der alten Residenz der Bischöfe von Trient. In den 1990er Jahren wurde das Gebäude umfangreich restauriert und die Sammlung nach modernen musealen Kriterien geordnet und ausgestellt. Im Jahr 1995 eröffnete Papst Johannes Paul II. offiziell das neugestaltete Museum.

## Räumlichkeiten
Neben dem Hauptsitz im Palazzo Pretorio an der Piazza Duomo in Trient untersteht der Leitung des Diözesanmuseums noch die ausgegrabene „Frühchristliche Basilika des San Vigilio“ im Dom direkt neben dem Museum sowie ein Nebensitz im Ort Villa Lagarina bei Rovereto.

### Palazzo Pretorio

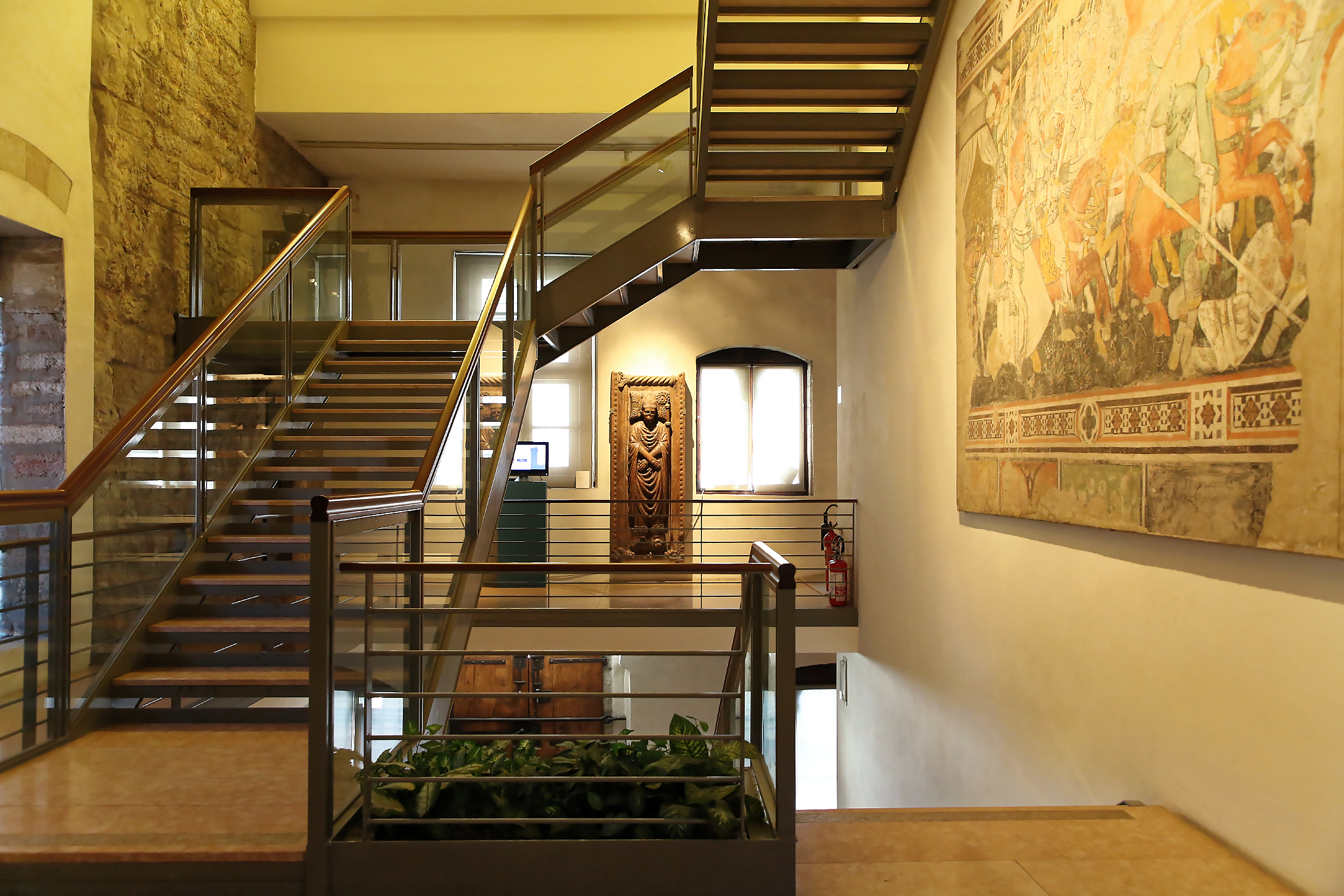
Das Treppenhaus im Museum

Das Gebäude, in dem das Tridentinische Diözesanmuseum angesiedelt ist, gemeinhin als Pretorio-Palast bezeichnet, war die hochmittelalterliche Residenz der Bischöfe von Trient. In der kurzen Periode zwischen dem 9. und dem 10. Jahrhundert übernahm das Friedhofsheiligtum von San Vigilio die Funktion einer Stadtkathedrale, die zuvor von einer ecclesia intra civitatem (laut Passio Sancti Vigilii) im Bereich der Kirche Santa Maria Maggiore wahrgenommen wurde. Damals wurde auch die bischöfliche Residenz von ihrem alten Sitz auf das Gebiet zwischen den Resten der Porta Veronensis und der Stirnseite der Vigilius-Basilika versetzt: Hier wurde das Palatium episcopatus errichtet, mit einer eigenen dem Hl. Blasius und der Hl. Lucia gewidmeten Kapelle. Das Gebäude bestand angeblich aus einer Reihe von ummauerten Häusern und Höfen. Um 1255 verlegte Egno von Eppan die Residenz des Bischofs in die Festung von Buonconsiglio. So begann die allmähliche Aufgabe des alten Palatium episcopatus, der teilweise als Sitz des Gerichtshofs und des Prätors verwendet wurde. Im Jahre 1533 trat Cristoforo Madruzzo den Teil an der Piazza Torre an das Leihhaus ab, das seinerseits den zweiten Stock den Konsuln der Stadt und dem Ärztekolleg zur Verfügung stellte. Im Jahre 1676 förderte Fürstbischof Sigismondo Alfonso Thun die Wiederherstellung des Gebäudes und vereinheitlichte die Fassade, die dabei die ursprüngliche romanische Gestaltung verlor, welche erst nach einer radikalen Restaurierung in den 1950er-Jahren wiederhergestellt wurde. Seit 1963 wird der Palast als ständiger Sitz des Diözesanmuseums genutzt.

### Basilica paleocristiana

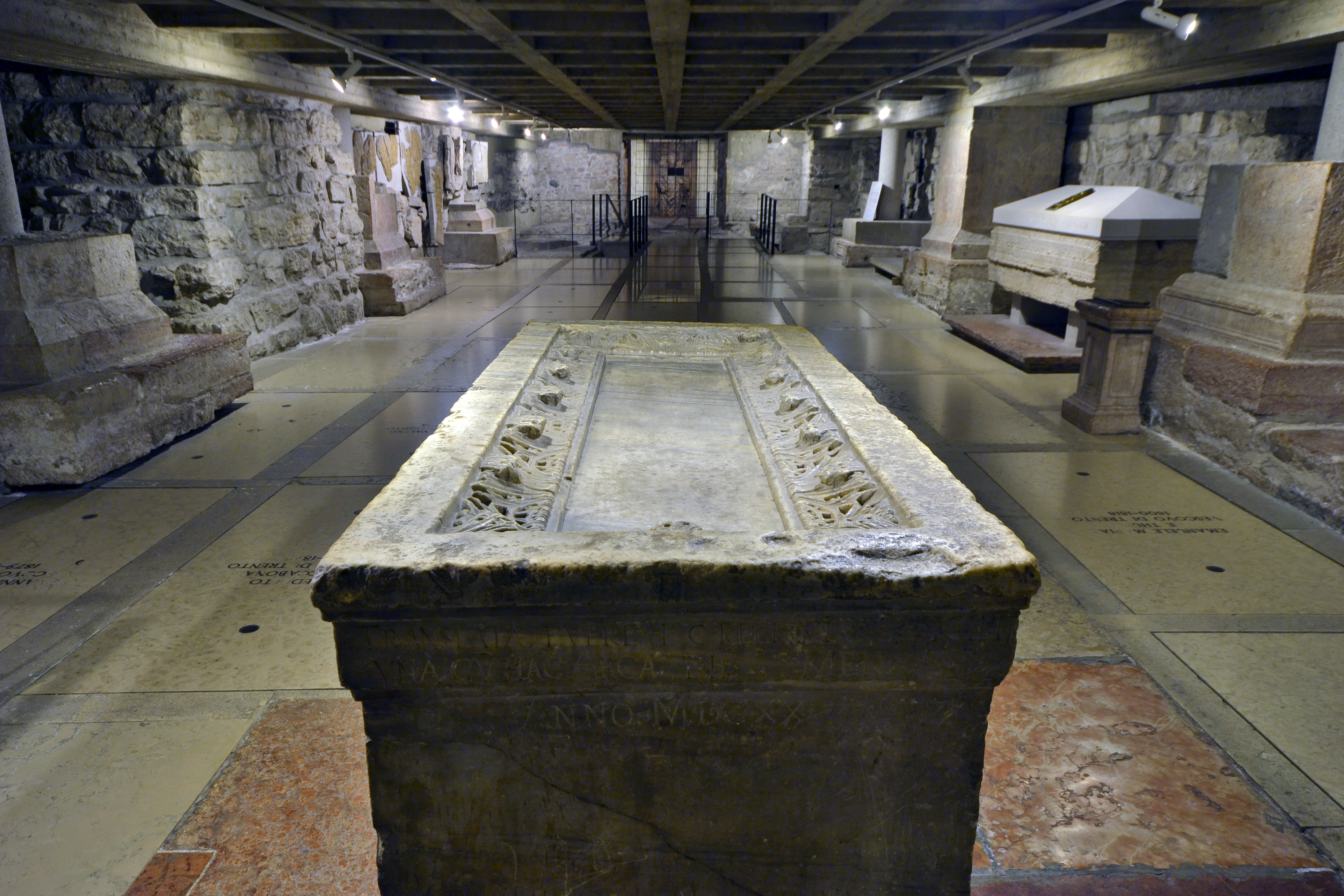
Blick in das Innere der frühchristlichen Basilika San Vigilio. Im Vordergrund die sogenannte "Arche San Vigilio".

Zwischen 1964 und 1977 wurden bei Ausgrabungen unter der Kathedrale San Vigilio die Überreste der frühchristlichen Basilika San Vigilio entdeckt, die außerhalb der römischen Stadtmauern errichtet wurde, vermutlich gegen Ende des 4. Jahrhunderts. Seinen Ursprung verdankt das Gebäude der Beisetzung der Heiligen Sisinnius, Martyrius und Alexander, die am 29. Mai 397 im Nonstal von den Heiden getötet worden waren. Einige Jahre später wurde neben den drei Märtyrern auch Vigilius begraben, der dritte Bischof und Schutzpatron von Trient. Die spätantike Kultstätte, die ursprünglich als Friedhofsbasilika bzw. als Wallfahrtskirche mit Gedenkfunktion diente, wurde zwischen dem 9. und 10. Jahrhundert zur Domkirche, als der Bischofspalast in seine unmittelbare Umgebung verlegt wurde. Im Laufe der Jahrhunderte hat die Kirche einige bedeutende bauliche Veränderungen erfahren: Im 9. Jahrhundert kamen zwei Seitenkammern hinzu, im 11. Jahrhundert wurde die Halle in drei Schiffe aufgeteilt und eine Krypta mit einem Aufstieg zum Presbyteriums gebaut. Die letzten Eingriffe wurden von Bischof Altemanno durchgeführt, der am 18. November 1145 diese Kirche weihte. Sie sollte aber schon im 13. Jahrhundert durch die heutige Kathedrale ersetzt werden. In der Mitte des riesigen Saals befindet sich der berühmte „Bogen von San Vigilio“ (11.–12. Jahrhundert), eine besondere Art von Grabdenkmal, das in der Vergangenheit die Überreste des Stadtpatrons enthielt.
Diese archäologische Ausgrabungsstätte – die archäologischen Grabungen fanden in den Jahren 1964–1977 statt – untersteht zwar dem Diözesanmuseum, ist aber nur von der Kathedrale her zugänglich.

### Nebensitz Villa Lagarina

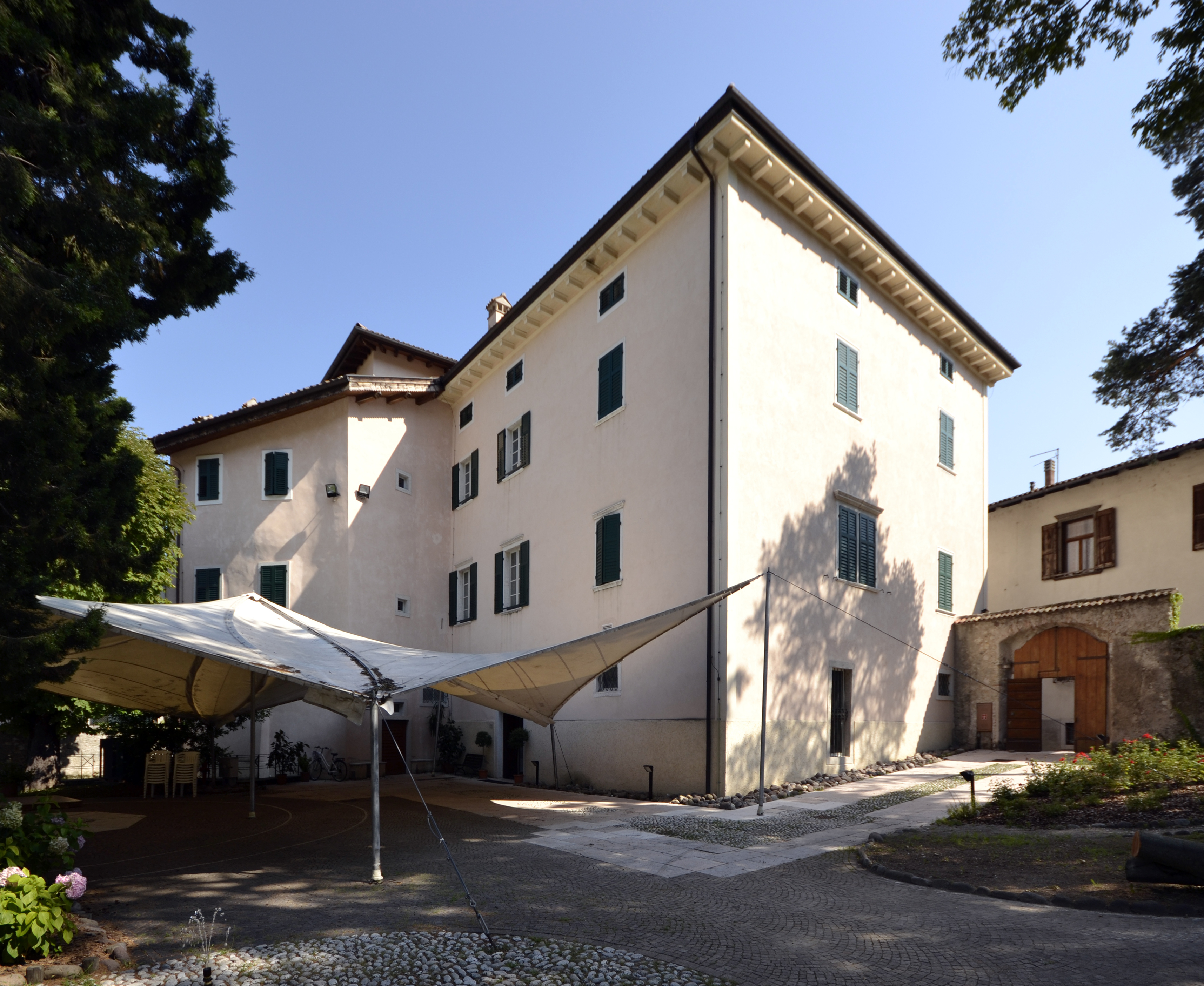
Palazzo Libera

In Absprache mit der Gemeinde und Pfarrei Villa Lagarina kümmerte sich das Diözesanmuseum im Trentino um die Aufwertung und Präsentation des wertvollen künstlerischen und liturgischen Erbes, das mit der Pfarrkirche Santa Maria Assunta und den dort tätig gewesenen Prälaten der Adelsfamilie Lodron verbunden ist. Man baute eine eigene Niederlassung in den Räumen des Palazzo Libera, das aus dem 18. Jahrhundert stammt. In der Besichtigung sieht man eine Sammlung von wertvollen Kunstwerken und kirchlichen Einrichtungsgegenständen, die im Auftrag der Familie Lodron geschaffen wurden. Die Adelsfamilie hatte nämlich von 1561 bis 1804 das Recht, das Kirchenpatronat auszuüben. Die künstlerischen Veränderungen im prestigeträchtigen Kirchengebäude und das reiche Angebot an wertvollen sakralen Einrichtungsgegenständen sind das Ergebnis einer sorgfältigen und raffinierten Patronage. Sie machten die Kirche Mariä Himmelfahrt zum Symbol der politischen und religiösen Macht der Grafen von Lodron.

## Ausstellungsroute
Der Museumsrundgang im Diözesanmuseum – also in seinem Hauptsitz im Palazzo Pretorio – ist nach einzelnen Themen geordnet, so wird z. B. die Geschichte der Stadt oder die des Konzils von Trient in einzelnen Räumen dargestellt.

### Malerei

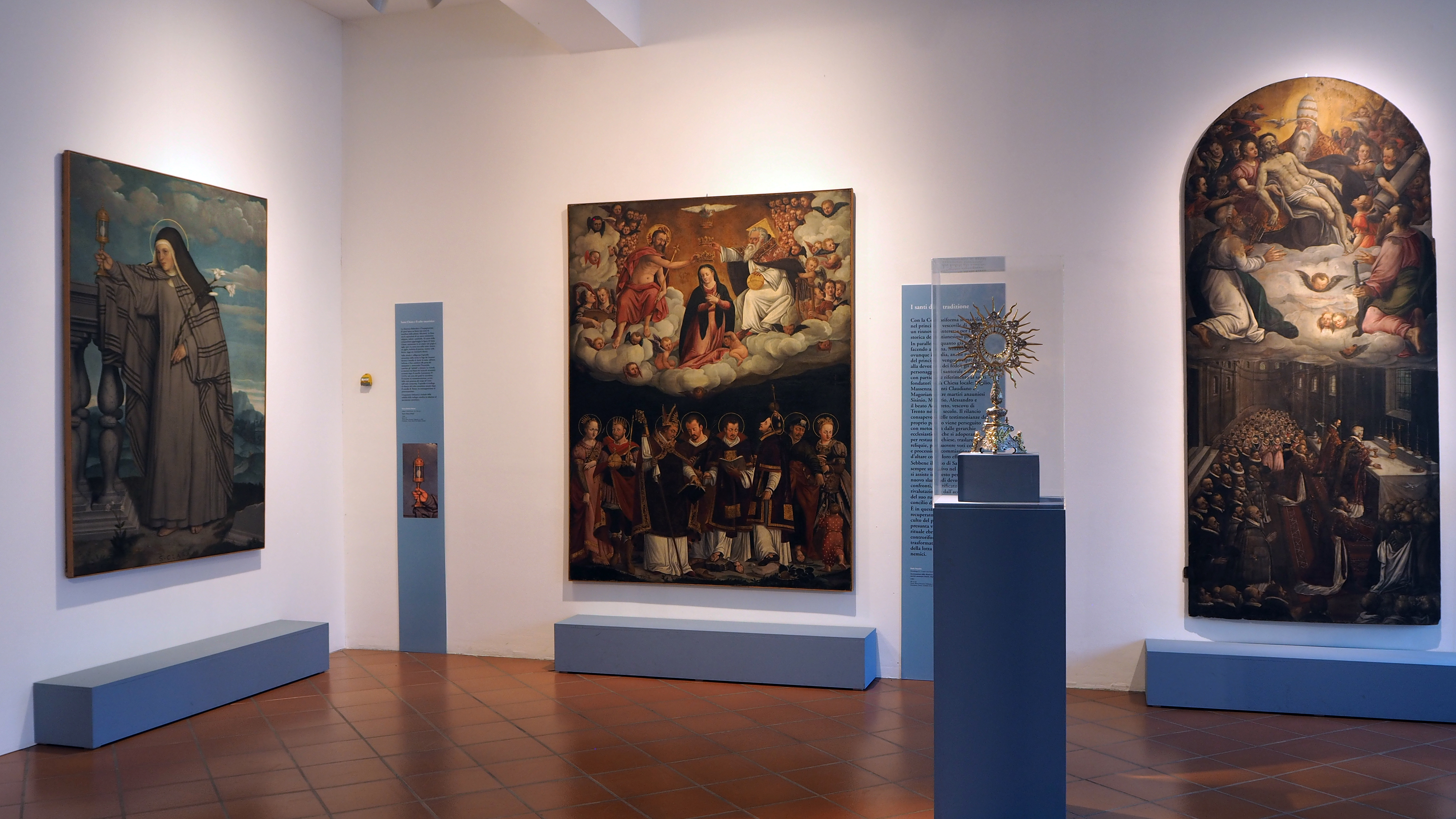
Einer der Räume des Museums, der der Malerei des 16. Jahrhunderts gewidmet ist

Die in diesem Abschnitt gezeigten Werke bieten einen umfassenden Überblick über die lokale Malerei vom Mittelalter bis zum Neoklassizismus. Der Rundgang zeigt Maler aus den kulturellen Zentren Venetiens, der Po-Ebene und darüber hinaus, denen die Trentiner Malerei viel zu verdanken hat. Das Museum beherbergt das wertvolle Gemälde von Giambattista Pittoni mit der Darstellung des hl. Dominikus (1730), das zu Beginn seines Episkopats von Fürstbischof Domenico Antonio Thun (1730–1758) in Auftrag gegeben wurde. Die Ausstellung wird von einigen Gemälden eingeleitet, die die Ikonographie der Schutzpatrone der Diözese Trient illustrieren: Vigilius von Trient, die hl. Maxentia und die Märtyrer des Nonstals (Sisinnius, Martyrius und Alexander). In den übrigen Sälen sind die Werke chronologisch geordnet, was die Entwicklung des Stils der Künstler und den Geschmack der Auftraggeber deutlich macht: Von den Tafeln aus der Zeit des Fürstbischofs Johannes Hinderbach reicht die Palette auf Grund der transalpinen Künstler bis zu den Altarbildern der Renaissance und des Barocks. Es gibt wichtige Werke von Künstlern aus Padua, Venetien und Tirol; wie z. B. Francesco Verla, Giovanni Battista Moroni, Martin Teofilo Polacco, Johann Carl Loth, Giuseppe Alberti, Andrea Pozzo, Paul Troger und Francesco Fontebasso.

### Holzskulpturen

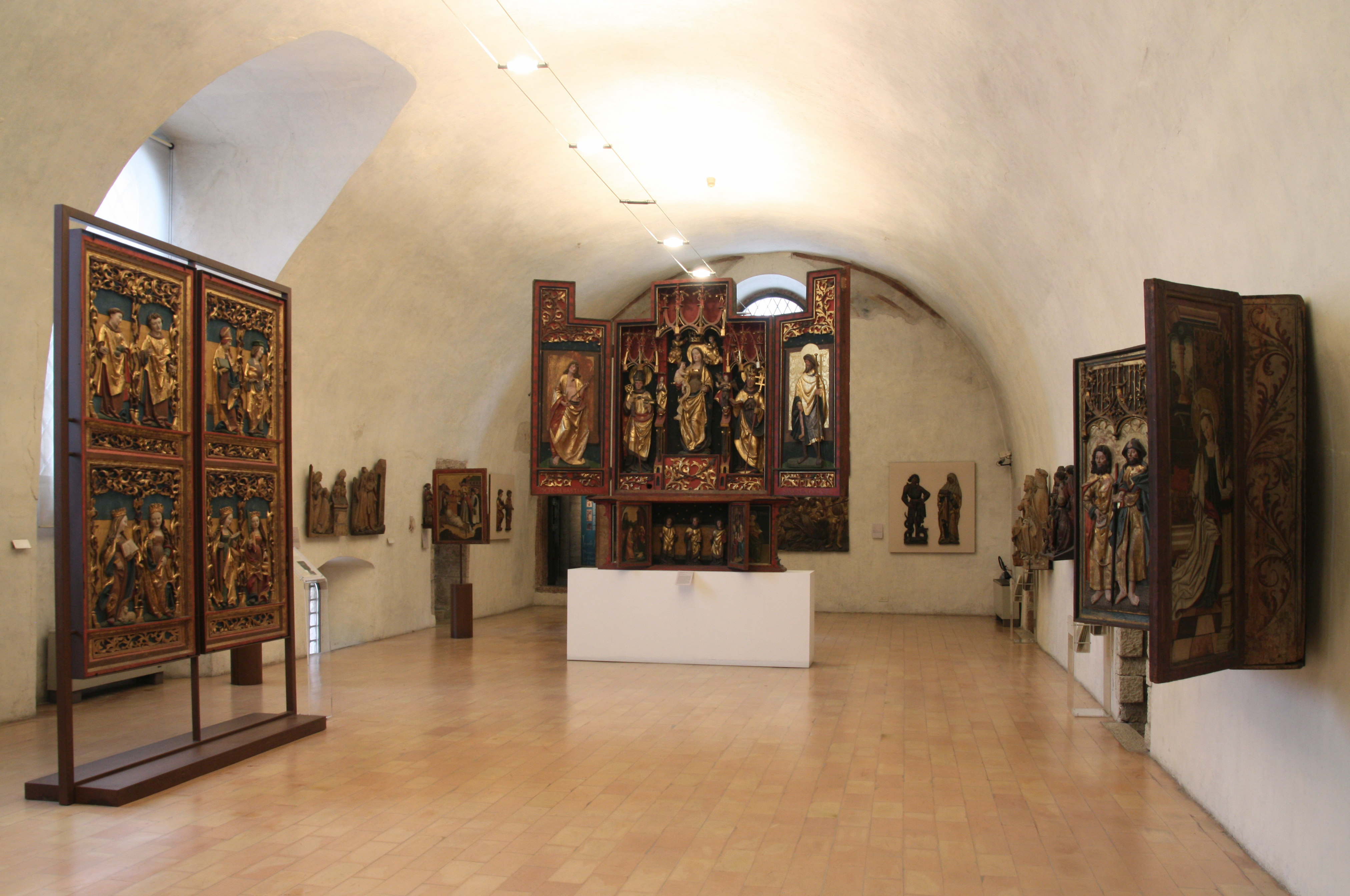
Die Palastkapelle im Palazzo Pretorio, einst die Privatkapelle des Bischofs, beherbergt heute eine Auswahl spätgotischer Holzskulpturen aus dem Trentino.

Diese Sektion zeigt wertvolle Werke und Fragmente von Altären aus dem 15. und 16. Jahrhundert: Dieser Zeitraum umfasst den mengenmäßig bedeutendsten und wertvollsten Kern der Museumssammlungen, der eine nahezu einheitliche Qualität zeigt. Die Skulpturenherstellung entwickelte sich zu dieser Zeit in zwei Ansätzen mit jeweils charakteristischen Kennzeichen, wobei der eine mit der Poebene und der andere mit der deutschen und Tiroler Kultur verbunden war. Diese unterschiedlichen Ausdrucksformen werden verdeutlicht am Beispiel des Polyptychons aus der Pfarrkirche Avio und den zahlreichen Flügelaltären aus den Kirchen der Diözese, die von bekannten Südtiroler Schnitzern wie Meister Narziss und Jörg Arzt, beide von Bozen, angefertigt wurden. Der Abschnitt endet mit einem Schwerpunkt auf dem Dialog, der Mitte des 16. Jahrhunderts zwischen lombardischen (z.  den Gebrüdern Olivieri) und Tiroler Schnitzern begann, als sich ihre jeweilige künstlerische Ausdrucksweise veränderte.

### Wandteppiche und Textilien

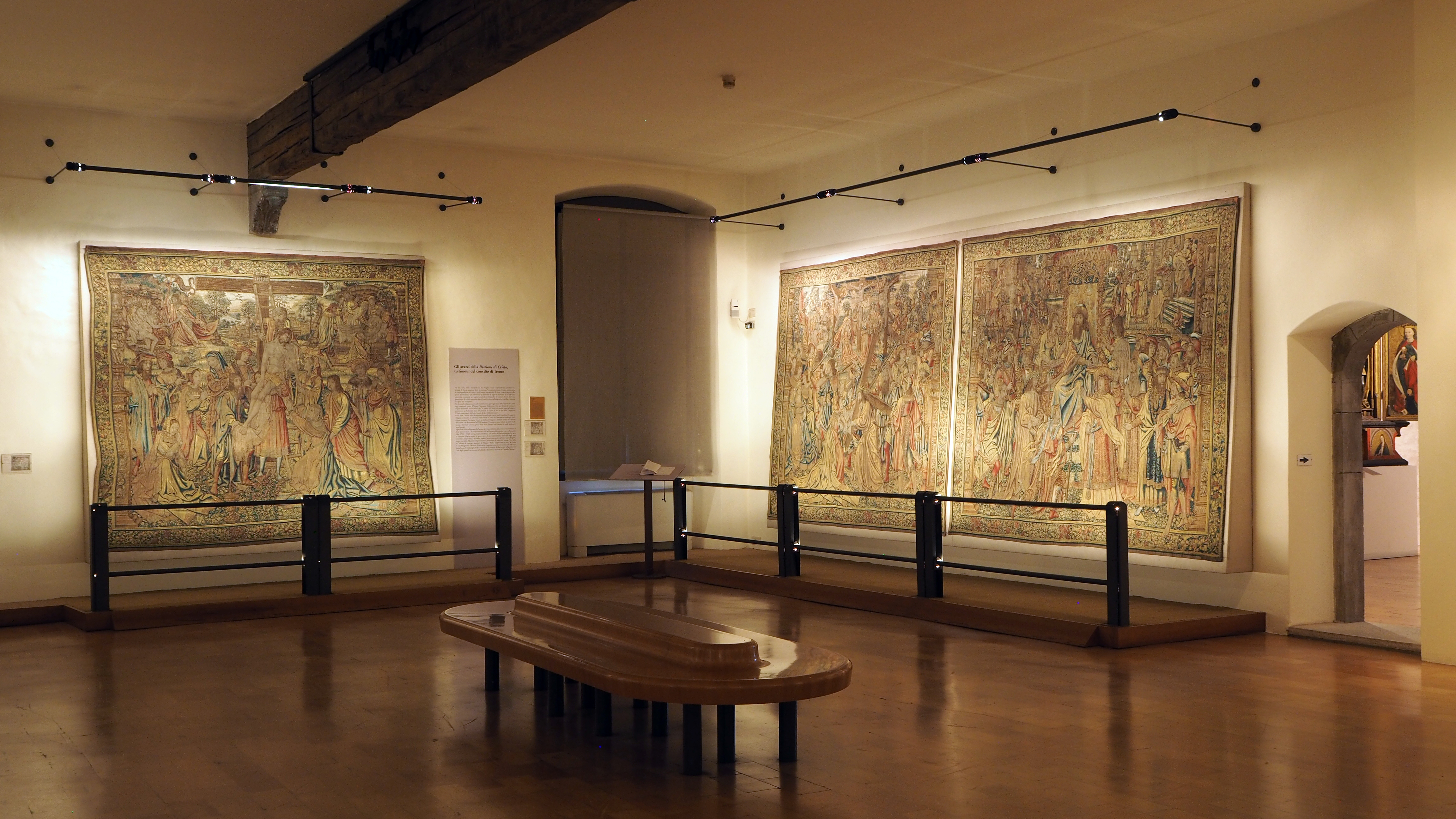
Das Wandteppichzimmer

Die Sammlung der liturgischen Gewänder des Diözesanmuseums setzt sich aus zwei Teilen zusammen, einerseits den Stücken der Kathedrale San Vigilio und andererseits solchen der Kirchen der Diözese vom 15. bis zum 19. Jahrhundert. Die Sammlung ist so umfangreich, vielfältig und qualitativ hoch, dass es möglich ist, nicht nur die Entwicklung der Textilkunst zu skizzieren (wenn auch nur für wichtige Episoden), sondern auch einen direkten Vergleich zwischen den sehr wertvollen Stoffen der Kathedrale und denen der Kirchen des Diözesangebiets anzustellen.
Zur Sammlung gehören auch Wandteppiche mit Szenen der Passion Christi, die 1531 in Antwerpen von Fürstbischof Bernhard von Cles (1514–1539) erworben wurden. Ursprünglich zur Dekoration des Turms von Sopra, in der Residenz des Castello del Buonconsiglio, angefertigt, dienten sie anlässlich des Konzils von Trient als wertvolle Dekoration des Ratssaals, der im Chor der Kathedrale eingerichtet wurde. Der Zyklus, von Kunstkritikern als „außergewöhnlich und vielleicht einzigartig in Italien“  bezeichnet, entstand in Brüssel im Atelier von Pieter van Aelst, einem der bedeutendsten Entwerfer von Tapisserien seiner Zeit.

### Der Domschatz

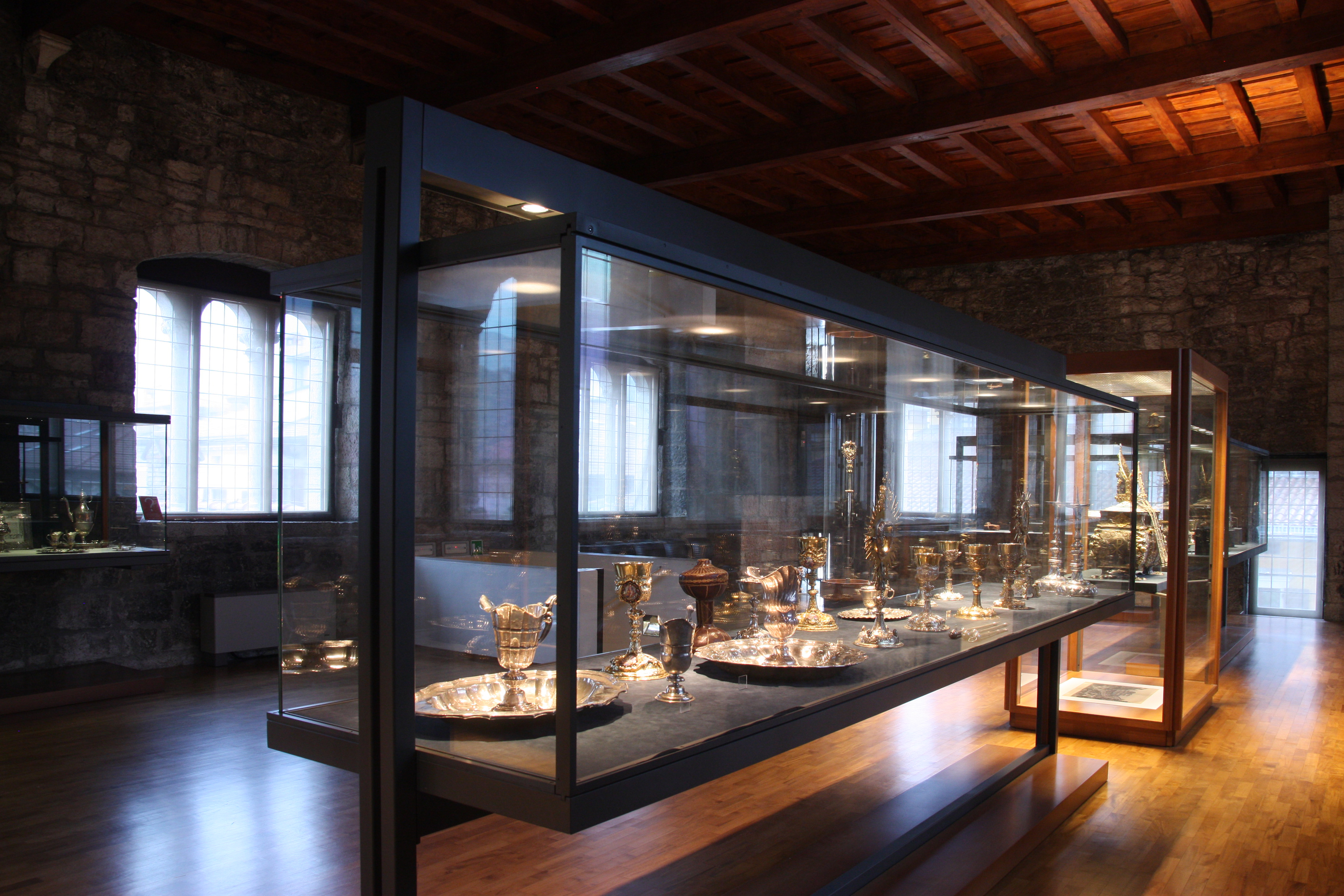
Die Schatzkammer

Die Geschichte der Kathedrale von Trient spiegelt sich bereits seit dem 12. Jahrhundert in ihrem Schatz wider, der bis zur heutigen Zeit überdauert hat. Er ist nicht nur durch die hohe Qualität und Bedeutung vieler Objekte so wertvoll, sondern auch durch die hohe Anzahl. Die Ausstellung folgt einem chronologischen Gang vom Mittelalter bis ins 19. Jahrhundert. Im Zentrum steht der silberne Prozessionsschrein des Heiligen Vigilius, der 1632 für den Dom geschaffen und um 1760 verändert wurde. Mit verschiedenen Stücken, also durch deren Form, Funktion und Stil, werden die vielfältigen Ausrichtungen der Goldschmiedekunst im Alpengebiet und die privilegierten Beziehungen zu berühmten Zentren wie Nürnberg vorgestellt. Eine separate Verwahrung war den Reliquiaren vorbehalten. Der Abschnitt schließt mit einem Altarschrein ab, in dem die verschiedenen für die Feier der Messe notwendigen heiligen Geräte aufgestellt sind.
Neben diesem Abschnitt befindet sich eine der auffälligsten Schenkungen, die von Georg von Liechtenstein (1390–1419), einem Adeligen aus Mähren, gemacht wurde, der nach seiner Zeit als Propst des Stephansdoms in Wien 1390 Bischof von Trient wurde. Die außergewöhnliche Sammlung zeigt beispielhafte Dokumente von höchster Qualität der internationalen Gotik, die sich seit Mitte des 14. Jahrhunderts in ganz Europa verbreitet hatte.

### Die Bilderhandschriften

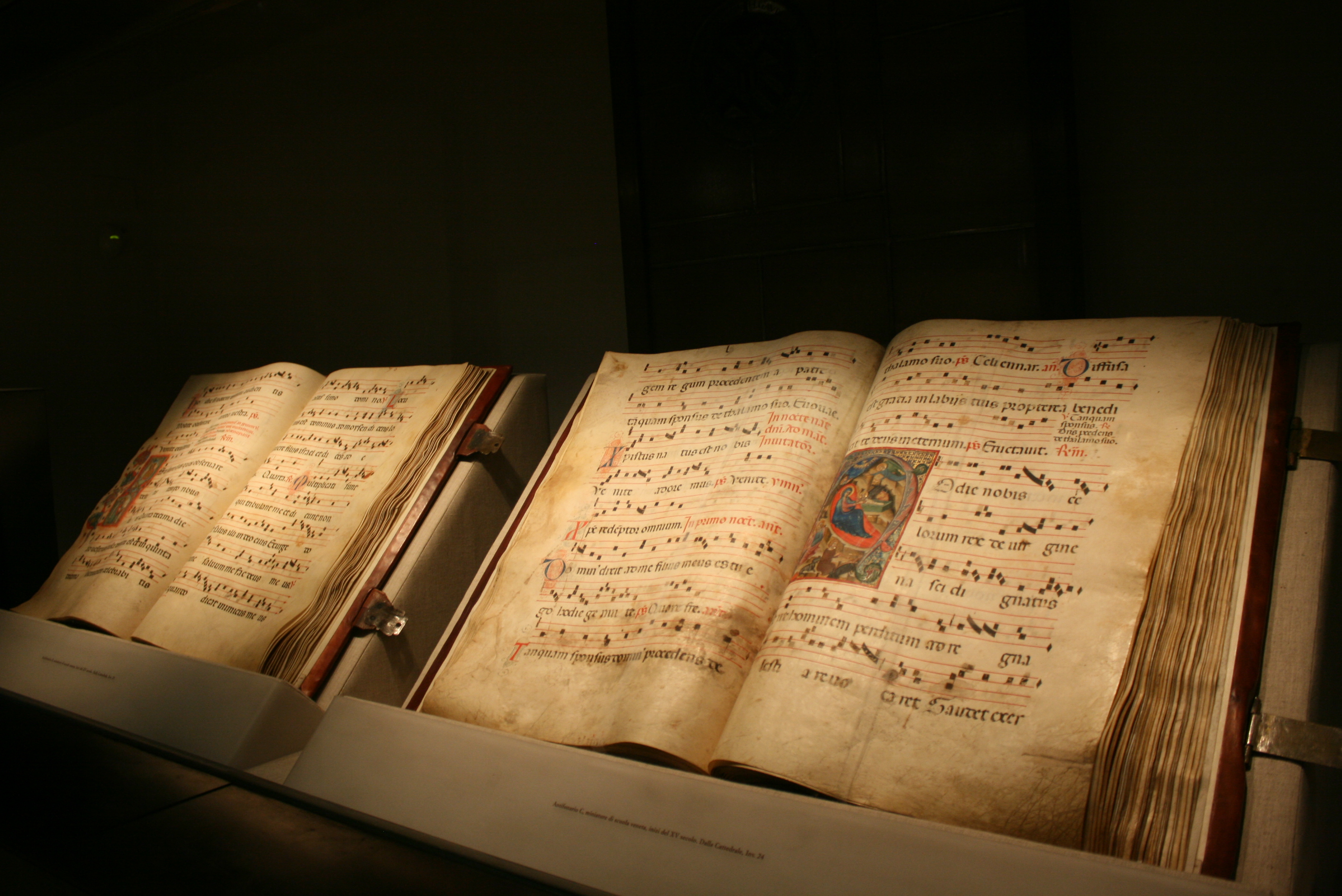
Die Antiphonarien

In den Räumen des alten Palastturms des palatium episcopatus, der Torre di Piazza, ist ein kleiner, aber wertvoller Bestand von Bilderhandschriften ausgestellt, der größtenteils aus der Bibliothek stammt, die seit dem Mittelalter in der Kathedrale San Vigilio eingerichtet worden war. Dazu gehören auch die für liturgische Zwecke notwendigen Bücher und die Bände der angrenzenden Bibliothek des Domkapitels. Besonders erwähnenswert ist das gregorianische Mess-Sakramentar mit dem Antiphonar, das von einem süddeutschen Künstler aus der zweiten Hälfte des 11. Jahrhunderts mit Miniaturen verziert wurde.

### Bildnerische Zeugnisse des Konzils von Trient
Dieser Abschnitt zeigt einige bedeutende ikonographische Zeugnisse des Konzils von Trient. Dieses wurde 1545 offiziell eröffnet und endete nach mehreren Unterbrechungen 1563. Es wurde von der katholischen Seite in einem für Europa äußerst heiklen Moment einberufen. Die Epoche war erschüttert von den reformatorischen Forderungen Luthers, und das Konzil sollte darauf reagieren, sei es durch Reform der Kirche und religiöse Versöhnung (so die kaiserliche Erwartung), sei es durch Festschreibung der katholischen Lehre (so die päpstliche Ausgangsposition). Die Stadt wurde aufgrund ihrer geographischen Lage als Konzilsort ausgewählt. Sie war eine befestigte Stadt an der großen Verkehrsader, die den Norden mit Rom verband, und Sitz eines dem Papst und Kaiser treuen Fürstbischofs.
Beim ersten Rundgang über die Treppe ist das große Gemälde zu sehen, das eine „Generalkongregation“ des Konzils darstellt. Es zeigt eine alltägliche Begegnung von Arbeit, Information und Beratung in der Kirche Santa Maria Maggiore. Der zweite Rundgang ist die Gemäldesammlung, die die feierlichen Sitzungen in der Kathedrale San Vigilio illustriert.

#### Hauptwerke
- Elia Naurizio, Congregazione generale del Concilio di Trento – Generalversammlung des Konzils von Trient, 1633, Öl auf Leinwand, 353 × 293 cm

Das Gemälde des trentinischen Malers Elia Naurizio (1589–1657) stellt eine allgemeine Zusammenkunft des Konzils von Trient dar, das war eine tägliche Mischung von Arbeit, Information und Beratung. Ab 1562, also in der dritten Periode des Konzils, nahm die Zahl der Bischöfe erheblich zu, bis sie zweihundert Personen erreichte. Aus diesem Grund war es notwendig, einen geeigneten Platz für die Aufnahme aller Teilnehmer zu finden, was in der Kirche Santa Maria Maggiore möglich war, die hier dargestellt ist.
- Gli arazzi della Passione – die Passionsteppiche

Die ausgestellten Wandteppiche wurden 1531 in Antwerpen von Fürstbischof Bernhard von Cles (1514–1539) gekauft, der sie zur Dekoration des Turms in der Residenz des Castello del Buonconsiglio verwendete. Anlässlich des Konzils von Trient waren sie die kostbare Ausstattung des Ratssaals, der im Chor der Kathedrale eingerichtet wurde. Die Tapisserien sind Teil eines Zyklus mit Szenen der Passion Christi, der als „außergewöhnlich und vielleicht einzigartig in Italien“  gilt. Sie wurden in Brüssel in der Werkstatt von Pieter van Aelst, dem bedeutendsten Tapisserieunternehmer und -produzenten seiner Zeit, hergestellt. Die Gobelins in Trient gehören zu einem Stil, der in der Kunstwissenschaft als Prä-Renaissance bezeichnet wird, da er durch die Verbindung der flämischen gotischen Tradition mit den neuen Trends der italienischen Renaissance gekennzeichnet ist.
- Giuseppe Alberti, San Vigilio in estasi – Martyrium des Heiligen Vigilius, 1674, Öl auf Leinwand; 192,5 × 131 cm

Das Altargemälde wurde für die Privatkapelle des Fürstbischofs Francesco Alberti di Poja im Castello del Buonconsiglio gemalt. Im 19. Jahrhundert wurde es in die Kathedrale verlegt. Das Gemälde gehört zur besten Schaffensphase von Giuseppe Alberti, einem der bedeutendsten Maler des Trentiner Barocks, der die Malerschule des Fleimstals initiiert hat. Das Werk stellt den Schutzpatron der Diözese Trient in einer ekstatischen Haltung dar, mit einem prächtigen Pluviale bekleidet. Er ist von mehreren Engeln umgeben, einige mit den Attributen des Heiligen, andere zeigen ein Bild, auf dem das angebliche Martyrium des Bischofs dargestellt ist. Der Legende zufolge erschlugen ihn die Bewohner des Val Rendena, die der Bischof zum Christentum bekehren wollte, um das Jahr 400.
- Giovan Battista Moroni, Santa Chiara – Heilige Klara, 1548, Öl auf Leinwand; 183 × 125 cm

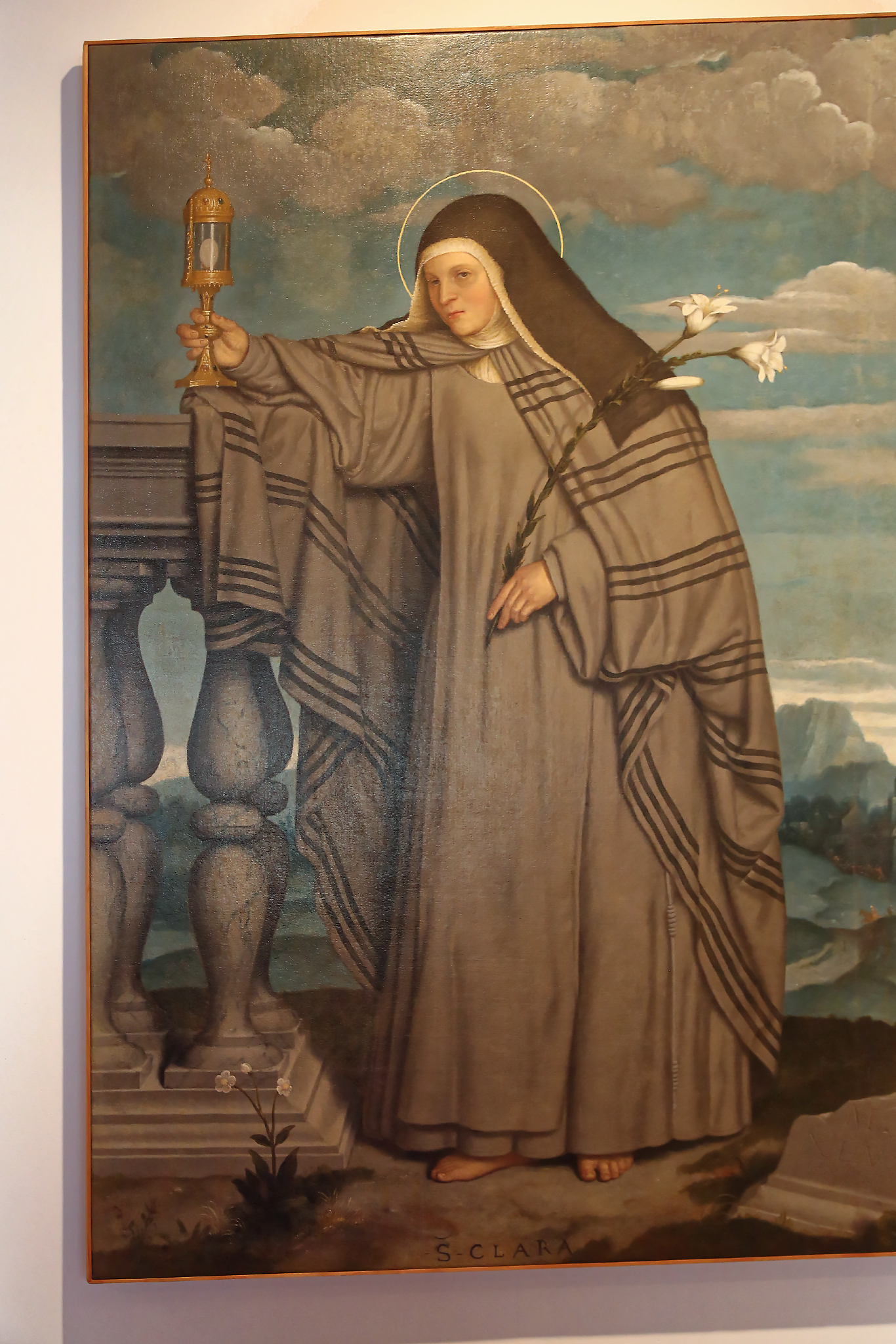
Die Hl. Klara mit der Monstranz

Zu den wichtigsten Kunstwerken des Museums gehört das Gemälde mit Klara von Assisi von Giovan Battista Moroni, dem bedeutendsten Maler Bergamos im 16. Jahrhundert. Nach einer Lehrzeit in Brescia in der Werkstatt Alessandro Morettos begann er als freischaffender Maler in Trient. Die Daten stimmen mit der Eröffnungsphase des Konzils überein. Dies war ein Moment, in dem die kleine Hauptstadt des bischöflichen Fürstentums international bekannt wurde und sich so eine gute Gelegenheit für einen Künstler bot.
Der Altaraufsatz für die Kirche San Michele Arcangelo, die dem Klarissenkloster gehört, stellt die monumentale Figur von Klara dar, die sich auf eine hohe Balustrade stützt. Die Heilige hält eine kostbare Monstranz. Dies illustriert die wunderbare Episode mit den Sarazenen. die die Flucht ergreifen. Sie hatten Assisi belagert und die Zuflucht der Nonnen bedroht. Obwohl die Heilige krank war, hatte sie die Eucharistie zur Tür des Klosters gebracht, so dass die Angreifer gezwungen waren sich zurückzuziehen. Die Episode wird vor dem Hintergrund einer Stadt dargestellt, die vielleicht Trient ähnlich sieht.
Die Betonung der Eucharistie kann mit der Debatte über die Lehren der Protestanten, die die Arbeit des Konzils geprägt haben, in Verbindung gebracht werden. Die Balustrade könnte auch die Festigkeit der dogmatischen Grundlage der katholischen Theologie gegenüber dem eucharistischen Sakrament symbolisieren. Die Summe aus didaktischer Klarheit und archaischer und strenger Gestaltung machen dieses Werk zu einer Art „Manifest der reformierten Malerei“, das den Ansprüchen jenes religiösen, nüchternen und tiefgründigen Sinnes entspricht, der die katholische Reformation geprägt hat.

## Temporäre Ausstellungen
- Maternage – Tracce di un viaggio (20. März – 23. Mai 2016), Installation von Laura Morelli
- Mio dolce paese, dove sei? – Mon doux pays, où êtes-vous? (9. September 2015 – 29. Februar 2016), kuratiert von D. Primerano und R. Turrina
- Affidarsi al cielo. Arte e devozione a Montagnaga di Piné (25. April – 7. September 2015), kuratiert von D. Primerano, D. Cattoi, L. Liandru
- Alla stessa mensa, tra rito e quotidianità. Percorsi di riflessione attraverso l’arte (6. Februar – 6. April 2015)
- Infinito Presente. Elogio della relazione (23. Juni – 10. November 2014), kuratiert von A. Dall’Asta, D. Primerano, R. Turrina
- Arte e persuasione. La strategia delle immagini dopo il concilio di Trento (7. März – 29. September 2014), kuratiert von D. Cattoi und D. Primerano
- La città e l’archeologia del sacro. Il recupero dell’area di Santa Maria Maggiore (29. November 2013 – 25. Mai 2014), kuratiert von M.T. Guaitoli und E. Lopreite
- La città sottile. Architetture utopiche ideate dai bambini (20. September – 18. November 2013), kuratiert von A. Panzuto
- Un vescovo, la sua cattedrale, il suo tesoro. La committenza artistica di Federico Vanga (1207-1218) (14. Dezember 2012 – 7. April 2013), kuratiert von M. Collareta und D. Primerano
- L’immagine dell’altro tra stereotipi e pregiudizi. Spunti di riflessione (22. Juni – 26. November 2012), kuratiert von D. Cattoi, L. Liandru, D. Primerano
- La Torre di piazza. Funzioni, simboli, immagini (24. Feber – 27. Mai 2012), kuratiert von F. Cagol, G. Gentilini, D. Primerano, in Zusammenarbeit mit L. Liandru und D. Tessarin
- Presepinmuseo (3. Dezember 2011 – 9. Januar 2012), kuratiert von D. Primerano
- Una storia a ricamo. La ricomposizione di un raro ciclo boemo di fine Trecento (25. Juni – 28. November 2011), kuratiert von D. Primerano
- La Deposizione di Cristo nelle incisioni della Collezione Vescovile (8. – 25. April 2011), kuratiert von D. Primerano
- Guidati da una stella. Il lungo viaggio dei Magi (4. Dezember 2010 – 10. Januar 2011), kuratiert von D. Primerano
- “La mia arte io la chiamo mestiere”. Remo Wolf uomo e artista del ’900 (3. Juli – 8. November 2010), kuratiert von D. Primerano und R. Turrina
- Andrea Pozzo (1642-1709). Pittore e prospettico in Italia settentrionale (19. Dezember 2009 – 5. April 2010), kuratiert von E. Bianchi, D. Cattoi, G. Dardanello, F. Frangi, coordinamento Domenica Primerano
- Dieci artisti (16. August – 30. September 2009), kuratiert von D. Primerano
- L’uomo del Concilio. Il Cardinale Giovanni Morone tra Roma e Trento nell’età di Michelangelo (4. April – 26. Juli 2009), kuratiert von R. Pancheri und D. Primerano Consulenza storica di Massimo Firpo und Iginio Rogger
- Il Duomo di Trento tra tutela e restauro 1858-2008 (20. Dezember 2008 – 15. März 2009), kuratiert von D. Primerano und S. Scarrocchia
- Rinascimento e passione per l’antico. Andrea Riccio e il suo tempo (5. Juli – 2. November 2008), kuratiert von A. Bacchi, F. De Grammatica und L. Giacomelli
- Gli arredi liturgici di Santa Maria Maggiore (März – Juni 2008), kuratiert von D. Primerano und D. Cattoi
- Il Natale degli umili della pittura di Leandro Bassano (1. Dezember 2007 – 13. Januar 2008), kuratiert von R. Pancheri
- Immagini della Natività dalla collezione vescovile di stampe (1. Dezember 2007 – 13. Januar 2008), kuratiert von Domenica Primerano
- Tullio Garbari. Lo sguardo severo della bontà (29. Juni – 4. November 2007), kuratiert von D. Primerano und R. Turrina
- Ex Voto. Un poeta e cinquantasette artisti per una grazia ricevuta (7. Dezember 2006 – 30. Januar 2007), kuratiert von A. Weber
- Sacre trasparenze. Antiche icone romene su vetro dalla Transilvania (25. November 2006 – 28. Januar 2007), kuratiert von D. Primerano und A. Chiria
- Fra Cielo e Terra. L’arte sacra lignea di Othmar Winkler 1928–1957 (9. Juni – 10. September 2006), kuratiert von M. Anderle, A. Marchesi und R. Turrina
- Argenti del Nord. Oreficerie di Augsburg in Trentino (26. Juni – 6. November 2005), kuratiert von D. Floris und D. Primerano
- Presepi dal mondo (27. November 2004 – 9. Januar 2005), kuratiert von D. Primerano, C. Leveghi und B. De Biasi
- Incisioni di Natale (27. November 2004 – 9. Januar 2005), kuratiert von D. Primerano
- Prospettive del Settecento. Disegni di antichi maestri dal XVI al XIX secolo nelle raccolte del Museo Diocesano Tridentino (14. Oktober – 21. November 2004), kuratiert von D. Cattoi
- Paris Lodron (1619-1653), arcivescovo di Salisburgo. Un principe illustre nella prima età barocca (6. Dezember 2003 – 26. Februar 2004), kuratiert von D. Cattoi und D. Primerano
- Presepi di carta. Sacre figurine a ritaglio dal Settecento alla prima metà del Novecento (22. November 2003 – 25. Januar 2004), kuratiert von D. Primerano
- Guido Polo: l’emozione dei luoghi. Disegni 1934-1947 (12. Juli – 14. September 2003), kuratiert von D. Primerano und R. Turrina
- Il Museo dei Ricordi (7. Juni – 21. Juni 2003) a cura della classe II C della scuola media G. Bresadola di Trento
- Pietro Estense Selvatico, un architetto padovano in Trentino tra romanticismo e storicismo (4. April 2003 – 2. Juni 2003), kuratiert von D. Primerano und D. Cattoi
- Presepi di carta. Sacre figurine a ritaglio, dal Settecento agli inizi del XX secolo (23. November 2002 – 26. Januar 2003), kuratiert von D. Primerano
- Il Gotico nelle Alpi (1350-1450) (20. Juli – 20. Oktober 2002), kuratiert von E. Castelnuovo
- Guidati da una stella. Adorazioni incise dalla collezione vescovile di stampe (24. November 2001 – 5. Januar 2002), kuratiert von D. Primerano
- L’immagine di San Vigilio, tra storia e leggenda (23. Juni – 23. September 2000), kuratiert von D. Primerano, L. dal Prà und P. Marsilli
- Impressioni ritrovate. Antiche stampe su rame e legno dalla collezione vescovile (3. Juli – 7. November 1998), kuratiert von G. Marini und D. Primerano
- Una memoria per l’avvenire. Dipinti murali delle regioni alpine (30. Juni – 21. Juli 1997), kuratiert von D. Rigaux
- Leonardo Campochiesa, 1823–1906. Dipinti e disegni del lascito al Museo Diocesano Tridentino (3. März – 3. März 1997), kuratiert von E. Mich und M. Ballin
- Un santo al giorno. Immagini devozionali della stamperia Remondini (20. Dezember 1996 – 20. Januar 1997), kuratiert von D. Primerano